# Liz Kingsman

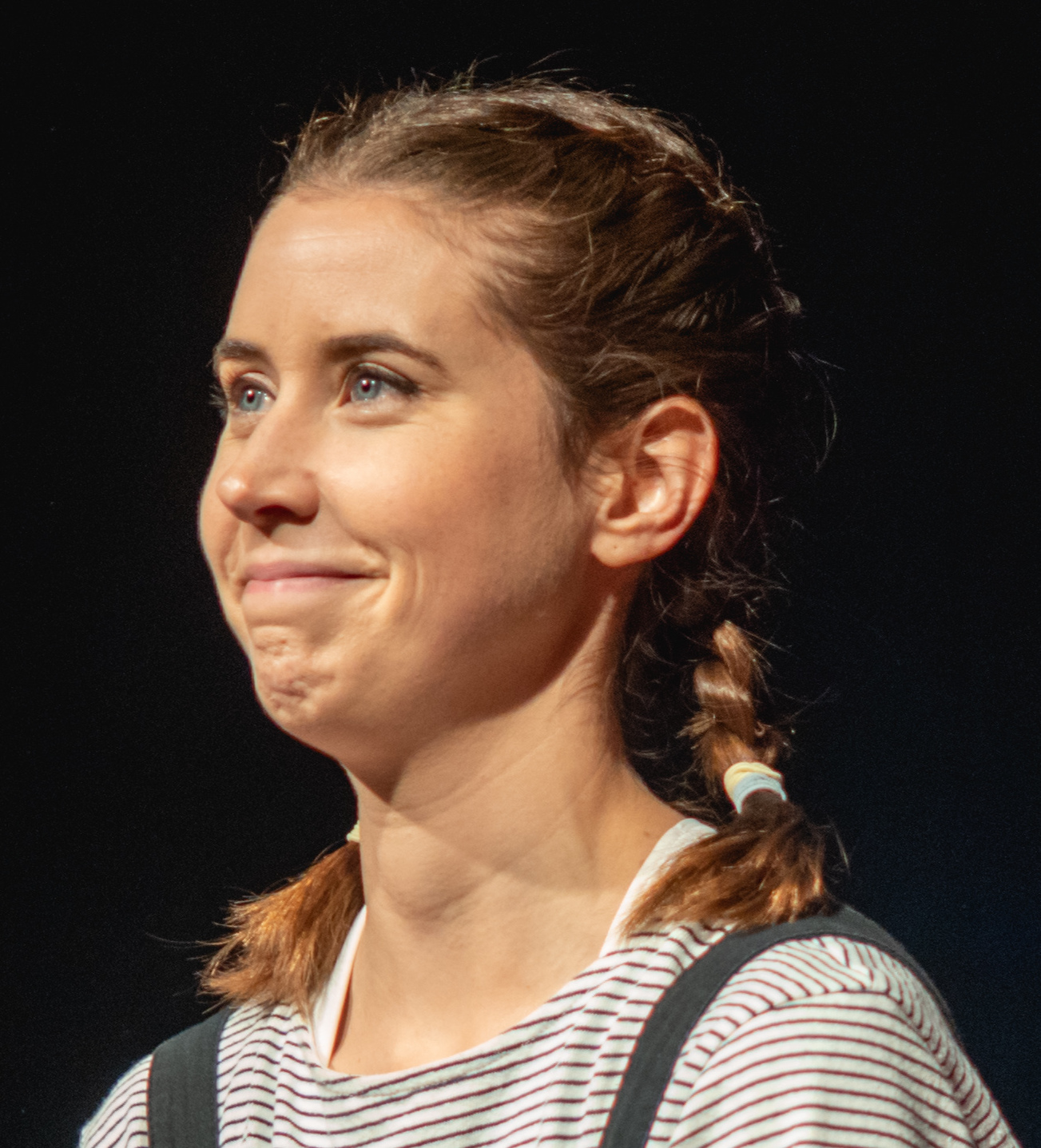
Liz Kingsman im Soho Theatre in London, 2022

Liz Kingsman (* in Sydney, Australien) ist eine australische Stand-Up-Comedian und Schauspielerin.

## Karriere

### Stand-Up
Mitte der 2010er Jahre war Kingsman zunächst Teil des Trios Massive Dad an der Seite von Stevie Martin und Tessa Coates.
Ihren ersten Soloauftritt hatte sie 2019 mit ihrer One Woman Show, mit der sie 2020 auch beim Vault Festival auftrat sowie anschließend ab Oktober 2021 regelmäßig im Soho Theatre sowie dem Edinburgh Fringe Festival 2022, bei dem sie auch für den Edinburgh Comedy Award nominiert war.
Anschließend trat sie mit ihrer One Woman Show am West End Theatre auf und gewann den The Times Breakthrough Award bei den South Bank Sky Arts Awards. Ebenso war sie für den Laurence Olivier Award for Best Entertainment or Comedy Play nominiert. Kingsman führte ihre Show auch im Sydney Opera House sowie in New York auf.

### Schauspiel
Kingsman begann nach der Universität als Runnerin bei Filmproduktionen zu arbeiten, wo sie unter anderem als Stand-In für Natalie Portman in Thor oder Felicity Jones in The Invisible Woman diente. 2015 wurde sie für die britische Politik-Comedy-Serie Ballot Monkeys gecastet.
2016 spielte Kingsman in zwei Folgen der britischen Mockumentary Serie Borderline von Channel 5 mit, ebenso in den britischen Comedyserien Pls Like, King Gary und Timewasters sowie in der französischen Comedyserie Icon of French Cinema.
Gleichsam trat sie in Rose Matafeos Comedyserie Starstruck auf. Als britische Parlamentsassistentin spielt Kingsman eine der Hauptfiguren in der pan-europäsichen Serie Parlement. Deren zweite Staffel gewann den Rose d’Or Award im November 2023.
2024 gehörte sie zum Cast der UKTV show I, Jack Wright. 2025 hatte Kingsman zudem eine Gastrolle als Baroness Von Louth in der Apple-TV-Comedy-Serie The Completely Made-Up Adventures of Dick Turpin.

## Privat
Kingsman wuchs als Tochter eines Graphikdesigners und einer britischen Mutter, mit der sie als Kind Comedyshows schaute, im australischen Sydney auf. Anschließend zog sie nach England und studierte an der Durham University Englisch und Geschichte. Später zog sie nach London und anschließend nach Dorset.